# NGC 553
NGC 553 è una galassia lenticolare situata nella costellazione dei Pesci.

## Scoperta
La galassia NGC 553 è stata scoperta il 13 settembre 1784 dall'astronomo britannico di origine tedesca William Herschel.